# Das Kunstblatt
Das Kunstblatt est une revue allemande consacrée à l'art, le théâtre, le cinéma, la littérature et l'architecture. La revue paraît mensuellement.

## Histoire
Le magazine est publié sous la République de Weimar entre 1917 et mars 1933 par Paul Westheim (de), en 1917 aux éditions Gustav Kiepenheuer (de) à Weimar et, à partir de 1918, à Potsdam.
Paul Westheim relate lors de la fondation de Das Kunstblatt que « le véritable artiste allait au-delà de la création de jolies surfaces réalistes pour sonder « les profondeurs de l'être » ». Il cite comme exemple Edvard Munch, Emil Nolde, Ernst Barlach, Wilhelm Lehmbruck, Oskar Kokoschka, Erich Heckel et Ernst Ludwig Kirchner. Plus tard, Paul Westheim apporte également son soutien à des artistes comme Otto Dix et George Grosz, ainsi qu'à d'autres artistes de la nouvelle objectivité (Neue Sachlichkeit).
La plupart des numéros comprenaient une impression originale.

## Collaborateurs
Parmi les romanciers, dramaturges, conservateurs et critiques ayant contribué à la revue figurent Bertolt Brecht, Theodor Däubler, Alfred Döblin, Carl Einstein, Gustav Hartlaub et Franz Roh.